# Bryjów Wierch
Der Bryjów Wierch (von polnisch wierch „Gipfel“) ist ein Berg in den polnischen Pogórze Spiskie, einem Gebirgszug der Pogórze Spisko-Gubałowskie, mit 1000 Metern Höhe über Normalnull. Über den Gipfel verläuft die polnisch-slowakische Grenze.

## Lage und Umgebung
Der Bryjów Wierch liegt im Hauptkamm der Pogórze Spiskie. Südlich des Gipfels liegt der Gebirgsbach Łapszanka.

## Tourismus
Der Gipfel ist von allen umliegenden Ortschaften leicht auf markierten Wanderwegen erreichbar. Er liegt außerhalb des Tatra-Nationalparks.